# Soulages, Cantal

Soulages este o comună în departamentul Cantal, Franța. În 1 ianuarie 2022 avea o populație de 83 de locuitori.